# Baryon omega

Baryonový dekuplet

Omega baryon (Ω) je částice ze skupiny baryonů, která neobsahuje up ani down kvarky, s izospinem I = 0. První objevený baryon tohoto typu byl Ω−, prokázaný roku 1964 poté, co již byly teoreticky předpovězeny některé jeho vlastnosti.